# Nuhu Ribadu

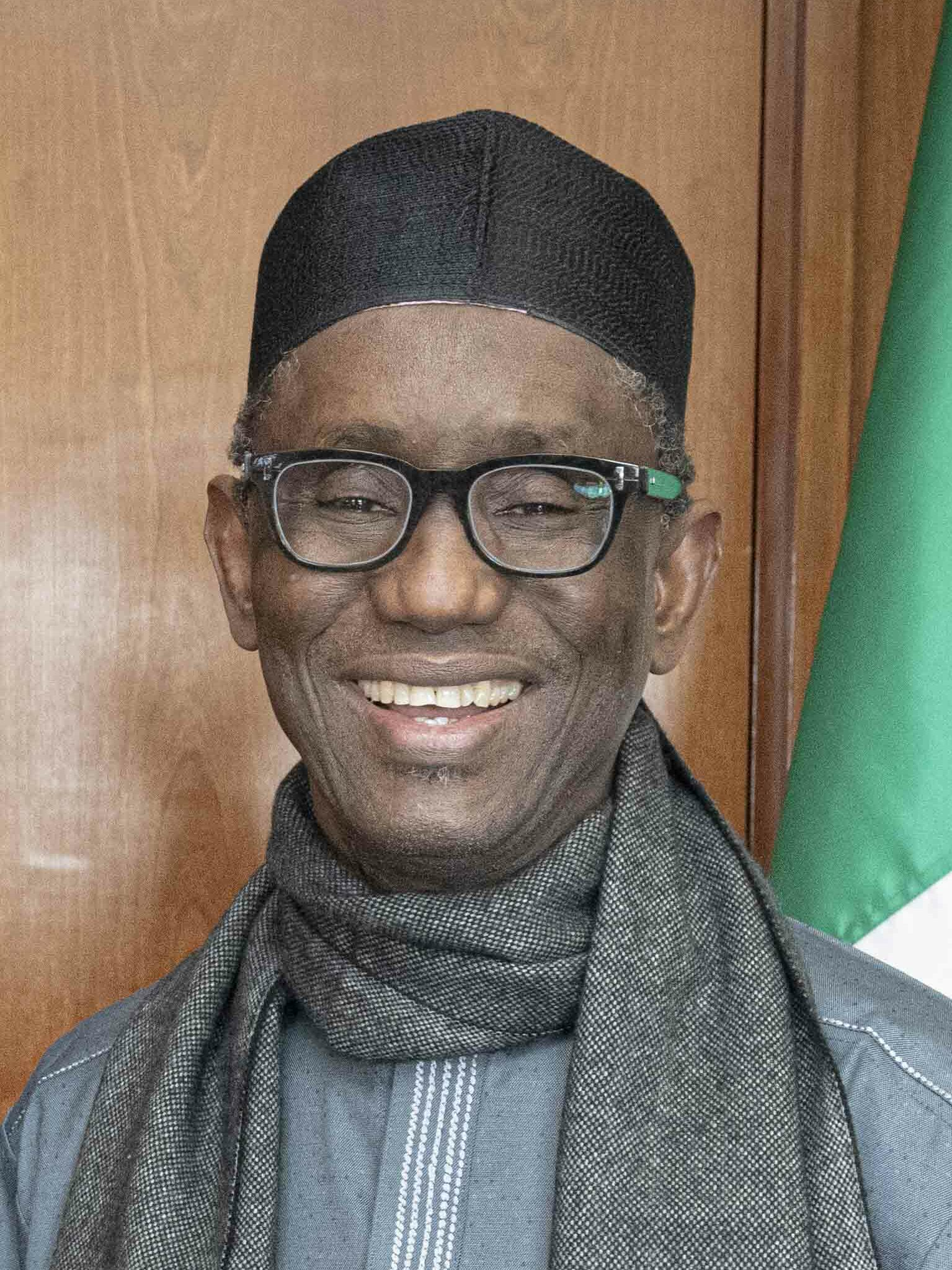
Mallam Nuhu Ribadu (2024)

Mallam Nuhu Ribadu (* 21. November 1960 in Yola, Nigeria) war 2011 Präsidentschaftskandidat in Nigeria. Von 2002 bis 2008 gehörte er zu den höchsten Staatsbeamten Nigerias und bekleidete als erster das Amt des Vorsitzenden der Economic and Financial Crimes Commission (EFCC, dt. Kommission für Wirtschafts- und Finanzkriminalität).

## Leben
Ribadu begann seine Ausbildung 1980 mit einem Studium der Rechtswissenschaft an  Ahmadu Bello University in Zaria, der zweitgrößten Universität Nigerias. 1983 schloss er mit dem akademischen Grad Bachelor of Laws ab. Es folgte ein Postgraduiertenstudium an der Nigerian Law School. Von der Rechtsanwaltskammer wurde er 1984 zugelassen. Später erlangte er den Grad Master of Laws ebenfalls von der Ahmadu Bello University.
Nuhu Ribadu arbeitete 18 Jahre bei der nigerianischen Polizei. Er wurde 2003 von Präsident Olusegun Obasanjo als Vorsitzender der EFCC eingesetzt. Aufgrund seines Einsatzes zur Korruptionsbekämpfung entfernte die internationale Geldwäschekommission FATF am 23. Juni 2006 Nigeria von der Liste der  non-cooperative countries (NCCT). Im Mai 2008 wurde er von Farida Waziri in diesem Amt abgelöst. Ribadu ist Senior Fellow des St Antony’s College der University of Oxford. Seit April 2009 ist Nuhu Ribadu visiting fellow  an der Denkfabrik Center for Global Development in Washington, D.C.

## Politik
Nuhu Ribadu war einer von 19 Kandidaten der Präsidentschaftswahlen in Nigeria 2011. Er tritt für den Action Congress of Nigeria (ACN) an. Zusammen mit dem ehemaligen Militärmachthaber Muhammadu Buhari und dem erst seit vergangenem Jahr regierende Amtsinhaber Goodluck Jonathan zählte er als Favorit. Ribadu gewann jedoch lediglich einen Wahlkreis direkt.